# روبرت يوجين بوش
روبرت يوجين بوش (بالإنجليزية: Robert Eugene Bush)‏ هو شخصية أعمال أمريكي، ولد في 4 أكتوبر 1926 في تاكوما في الولايات المتحدة، وتوفي في 8 نوفمبر 2005 في أولمبيا في الولايات المتحدة بسبب سرطان.